# Караванська Ніна Антонівна
Ні́на Анто́нівна Карава́нська (до шлюбу Строка́та; 31 січня 1926, Одеса — 2 серпня 1998, Дентон) — українська дисидентка, радянська мікробіологиня та імунологиня. Учасниця дисидентського руху в СРСР, співзасновниця Української Гельсінської групи й одна з провідних правозахисниць Одеси в радянський період. Авторка близько 23-х наукових праць у галузі клінічної мікробіології та імунології. Володіла українською, англійською, німецькою, польською та румунською мовами. Дружина Святослава Караванського.

## Життєпис

### Перші роки
Ніна Строката народилася 31 січня 1926 року (за іншими даними 1925 року) в місті Одеса Української РСР. Після отримання середньої освіти вступила до Одеського медичного інституту (нині — Одеський національний медичний університет), який закінчила 1947 року.
По закінченню інституту Ніна Строката працювала молодшою науковою співробітницею, асистенткою кафедри епідеміології, а потім асистенткою кафедри мікробіології інституту. Далі за розподілом два роки працювала на посаді заступниці головного лікаря районної лікарні в Татарбунарах та ще стільки ж — завідувачкою сільської лікарської дільниці. У 1951—1952 роках працювала в Одеському медичному інституті.
1961 року познайомилася з діячем ОУН Святославом Караванським, що тільки-но повернувся на батьківщину після 16-річного ув'язнення, приїхавши в Одесу після амністії. Згодом одружилася з ним. Через рік повернулася в Одесу, продовжила працювати асистенткою в медичному інституті. У 1963 році прийнята молодшою науковою співробітницею Центральної науково-дослідної лабораторії у цьому виші, де працювала до 1971 року. На той час вона підготувала кандидатську дисертацію. Чоловік поновив навчання на вечірньому відділенні філологічного факультету Одеського державного університету (нині — Одеський національний університет імені І. І. Мечникова), а також включився в опозиційну боротьбу. Він готував та поширював в Одесі самвидав, пропагував українську мову. В листопаді 1965 року його було вдруге заарештовано й через два дні без суду відправлено на відбування 25-літнього терміну. Відтоді Ніна Караванська почала боротися проти безправних арештів і засудження чоловіка, попри те, що керівництво інституту вимагало від неї відмовитися від нього.

### Дисидентський рух
Після затримання чоловіка органи КДБ намагалися вмовити Ніну Караванську засудити чоловіка за його вчинки, однак вона не поступалась. В грудні 1966 року Караванська подала клопотання на ім'я начальника табору, де знаходився її чоловік, а також генерального секретаря ЦК КПРС Леоніда Брежнєва і у редакцію французької комуністичної газети L'Humanité. У цьому клопотанні зазначалося:
|  | Впродовж 18 років адміністрація таборів виявилася неспроможною вплинути на в'язня Караванського С. І., а його сім'ї не дають можливості підтримувати з ним дозволені законом контакти. Тому я, дружина Караванського С. І., прошу його розстріляти, щоб припинити багатолітні страждання мого чоловіка та нескінченні конфлікти між Караванським та адміністрацією. |

Незважаючи на це клопотання, у квітні 1970 року Святослав Караванський був засуджений у тюрмі на додатковий термін у 5 років тюрми та 3 роки заслання. Спроби захистити чоловіка у суді призвели до того, що суддя виніс окрему ухвалу, яку спрямував до Одеського медичного інституту, «для вжиття заходів громадського впливу щодо Строкатої Ніни Антонівни з метою виховання у неї почуттів високого патріотичного обов'язку, як громадянина СРСР». Результатом цієї ухвали стало цькування Строкатої, осуд її поведінки у колективі та у ректораті. Тривалі утиски на роботі закінчилися її звільненням у травні 1971 року. Оскільки влаштуватися на роботу в Одесі вона не могла, вона поїхала у місто Нальчик, де найнялася викладачкою медичного технікуму. Восени того ж року вона обміняла своє одеське житло на житло у Нальчику, а 5 грудня оселилася там разом із сім'єю Юрія-Богдана Шухевича. Стала хрещеною його сина.

### Арешт та ув'язнення
На той час в Одесі заарештували лікаря Олексія Притику, який зізнався, що Строката привозила з Києва та Львова самвидав і вони з Олексієм Різниківим його розповсюджували. Усім трьом інкримінували антирадянську агітацію, поширення та читання самвидаву і збирання коштів для допомоги політв'язням. У результаті 6 грудня 1971 року Ніна Строката була заарештована. Її звинуватили у розповсюдженні «Українського вісника», самвидаву, а також написання листа на захист Юлія Данієля. У зв'язку з цим арештом Ігор Калинець та В'ячеслав Чорновіл створили у Львові Громадський комітет захисту Строкатої, куди увійшли Василь Стус, Леонід Тимчук, Петро Якір тощо. Це була перша відкрита правозахисна організація в Україні. Але вже на початку 1972 року майже всі члени комітету опинилися за ґратами. Вони встигли оприлюднити лише два документи — заяву про створення комітету та бюлетень «Хто така Н. А. Строката (Караванська)». Окрім того, на захист Строкатої виступило, серед інших, Американське товариство мікробіологів, яке обрало її до свого складу.
19 травня 1972 року Ніна Строката була засуджена за частиною 1 статті 62 Кримінального кодексу УРСР на 4 роки ув'язнення у таборі суворого режиму за звинуваченням у «проведенні антирадянської агітації та пропаганди». Покарання відбувала в жіночому відділенні табору ЖХ-385/3, що знаходився у селі Барашево, Теньгушевського району, Мордовії. Ще у часи 9-місячного перебування у слідчій в'язниці КДБ Караванська підірвала здоров'я, а у таборі її стан значно погіршився. У неволі вона була учасницею голодних страйків політбранок. Зокрема, разом з нею у таборі перебували Дарія Гусяк, Надія Світлична, Ірина Сеник, Ірина Стасів-Калинець, Стефанія Шабатура. Останні дні терміну Ніна Строката провела в онкологічній лікарні. Наприкінці 1975 року вона була випущена з концтабору із забороною повертатися на територію України. У відповідь Строката відмовилась від громадянства СРСР.

### Подальші роки
Після звільнення Ніна Строката поселилася у місті Таруса, Калузької області, де за нею стежили органи безпеки впродовж року. Життя на півночі позначилося на здоров'ї: у жовтні наступного 1976 року вона тяжко захворіла і була доставлена у місцеву обласну лікарню, звідки за власним проханням виписалася у листопаді. Це рішення було зумовлено бажанням лягти на лікування у столичну лікарню з більш досвідченим персоналом. Вона лягла в одну з таких лікарень, не спитавши дозволу у міліції, 20 листопада і пролежала там до 4 січня наступного року. За це порушення 17 січня суд оштрафував Строкату на 20 карбованців, а вже 3 лютого її знову взяли під нагляд ще на півроку. Наступні роки цей термін ще кілька разів продовжували.
Вже 1976 року Ніна Караванська стала однією з членкинь-засновниць Української Гельсінської групи радянських дисидентів задля сприяння Гельсінським угодам. Вона брала активну участь у русі, зокрема, брала участь у створенні усіх документів і звернень групи та підписувала їх. Окрім того, вона підтримувала контакт з Московською Гельсінською групою.
Лише тоді, тобто через 10 років після арешту чоловіка, Ніні Караванській дозволили однодобове побачення з ним. Після того, як його випустили 1979 року подружжя намагалося отримати дозвіл на повернення в Україну, однак це не вдалося. Влада дозволила Караванським скористатися лише одним з викликів до США. Остерігаючись ще одного ув'язнення чоловіка, який на той час провів у концтаборах 31 рік, подружжя Караванських 30 листопада того ж року відбуло до Відня. 11 грудня вони потрапили у США, де оселилися у місті Дентон, штату Техас.
Там Ніна Караванська-Строката виступала, писала статті, розповідала українській діаспорі та іншим американцям правду про національно-визвольний рух в Україні, організовувала моральну та матеріальну підтримку радянським в'язням та їхнім сім'ям, провадила громадську роботу. Увійшла до Зарубіжного представництва Української Гельсінської Групи. У 1980 році вона видала книгу «Ukrainian Women in the Soviet Union: Documented Persecution», а 1981 року — «A Family Torn Apart».
2 серпня 1998 року Ніна Караванська-Строката померла у Дентоні.

## Праці
Ніна Строката опублікувала деякі свої роботи з громадської діяльності:
- «Ukrainian Women in the Soviet Union: Documented Persecution» — книга про жінок-політв'язнів СРСР, видавництво «Смолоскип» (1980);
- «A Family Torn Apart» (1981).[3]

## Вшанування пам'яті
8 листопада 2006 року Президент України, Віктор Ющенко, згідно з указом № 937/2006 посмертно нагородив Ніну Строкату орденом «За мужність» I ступеня «за громадянську мужність, самовідданість у боротьбі за утвердження ідеалів свободи і демократії та з нагоди 30-ї річниці створення Української Громадської Групи сприяння виконанню Гельсінкських угод».
У травні 2023 року колишній провулок Суворова у Дарницькому районі Києва отримав нову назву на честь Ніни Строкатої.
Книги
- Олекса Різниченко. «Промінь з Одеси». — Одеса: Друк, 2000. — 268 с.
- Олекса Різниченко. «Донька Одеси: Ніна Строката в документах і спогадах; Бран». — Одеса: Друк, 2005. — 516 с.